# 本阿弥氏
本阿弥氏（ほんあみし/ほんなみし）は、刀剣の鑑定で知られた一族。主な支流は12家を数えた。

## 概要
菅原氏の一族である五条季長の弟、長春が「妙本阿弥」を称したのが始まりとされる。妙本は実際には季長の祖父に当たる五条高長の庶子、長経の子ともされている。妙本は松田の名字を名乗って足利尊氏に仕え、104歳の長寿を保ち、文和2年から4年頃（1353年-1355年）に没したという。妙本の曾孫にあたる妙寿の養子本光は足利義教に仕えた。

### 光二流本阿弥家
戦国時代後期の当主光心は男子が生まれなかったため、娘の妙秀に片岡家から養子光二を迎えた。光心には後に男子本阿弥光刹が生まれたため、本阿弥氏の宗家はこの系統が継ぐこととなる。光二は前田利家が小身の頃から仕えており、加賀前田氏と深い関係を結ぶこととなる。光二の子、光悦は刀剣鑑定のみならず書画・茶器などの多様な美術分野で活躍し、徳川家康から鷹峯の地（光悦村）を賜った。光悦の養子本阿弥光瑳は加賀藩から200石の知行を与えられ、その子本阿弥光甫は100石の加増を受け、5男光山の系統にも150石の知行があたえられた。光甫の子光伝は鷹峯の維持が困難になり、これを幕府に返上している。この系統は京都で禁裏御用などを務めていたが、光伝が病死し、跡を継いだ弟光通の代で京都を離れ、江戸に移住することを余儀なくされている。明治元年（1868年）には一家揃って金沢に移住している。